# İntiqam Zairov
İntiqam Zairov –también escrito como Intigam Zairov– (Bakú, URSS, 21 de abril de 1985) es un deportista azerbaiyano que compitió en halterofilia. Ganó una medalla de plata en el Campeonato Europeo de Halterofilia de 2009, en la categoría de 85 kg.

## Palmarés internacional
| Campeonato Europeo | Campeonato Europeo | Campeonato Europeo | Campeonato Europeo |
| Año                | Lugar              | Medalla            | Categoría          |
| ------------------ | ------------------ | ------------------ | ------------------ |
| 2009               | Bucarest (Rumania) | Medalla de plata   | 85 kg              |